# Simona
Simona  je ženské jméno pocházející z hebrejštiny a znamená „slyšící“, „naslouchající“. Dalšími formami jména jsou Simeona a staročeské jméno Šimona.
Podle statistik Ministerstva vnitra ČR žilo na území České republiky k 1. září 1999 22 585 Simon a šlo o 59. nejčastější ženské jméno.

## Statistické údaje
Následující tabulka uvádí četnost jména v ČR a pořadí mezi ženskými jmény ve srovnání roků, pro které jsou dostupné údaje MV ČR – lze z ní tedy vysledovat trend v užívání tohoto jména:
| Rok       | Četnost     | Pořadí   |
| 1999      | 22 585      | 61.      |
| 2002      | 23 406      | 59.      |
| 2009      | 27 601      | 54.      |
| Porovnání | o 5016 více | o 7 lépe |

Změna procentního zastoupení tohoto jména mezi žijícími ženami v ČR (tj. procentní změna se započítáním celkového úbytku žen v ČR za sledovaných 10 roků) je +22,2 %, což svědčí o poměrně značném nárůstu obliby tohoto jména.
K počtům uvedeným v tabulkách je nutno připočítat zdrobněliny (2× Šimonka, 1× Simonka, 1× Simeonka) a hlavně dvojjmenné entity, které lze používat od r. 2000 a jsou tak v žebříčku uvedeny samostatně a neovlivňují pořadí základní varianty: 71× Simona v různých kombinacích, 1× Šimona Juliána, 1× Simeona Ines.

## Domácky
Simča, Simonka, Mona, Simonečka, Simi, Simuš, Síma

## Jméno Simona v jiných jazycích
- Anglicky: Simona
- Čínsky: 西蒙娜
- Rusky: Симона
- Japonsky: シモーナ
- Bělorusky: Сімона
- Korejsky: 시모나
- Hindsky: सिमोना
- Hebrejsky: סימונה
- Jidiš: סימאָנאַ
- Arabsky: سيمونا
- Řecky: Σιμόνα
- Maďarsky: Szimona
- Italsky: Simona
- Gruzínsky: სიმონა
- Ukrajinsky: Симона (ale tam to čtou s tvrdým y)
- Litevsky: 'Simonas
- Německy a Dánsky: Simone
- Bulharsky: Simeona (velmi oblíbené jméno, často ve tvaru Simeonka)

## Datum jmenin
- Český kalendář: 12. prosince
- Slovenský kalendář: 30. října

## Významné osoby se jménem Simona
- Simona Babčáková, česká herečka
- Simone de Beauvoir, francouzská spisovatelka
- Simona Chytrová, česká herečka
- Simona Krainová, česká modelka
- Simona Postlerová, česká herečka
- Simona Stašová, česká herečka
- Simona Monyová, česká spisovatelka
- Šimona Cibulková, dcera herečky Vilmy Cibulkové
- Simona Rybáková, kostýmní výtvarnice
- Simona Halepová, rumunská tenistka